# California Games
California Games — это разработанная Epyx и выпущенная в 1987 году спортивная компьютерная игра для различных домашних компьютеров и игровых приставок. Игра представляет собой ответвление от серий игр Summer Games и Winter Games и включает соревнования по нескольким спортивным дисциплинам, популярным в Калифорнии, включая скейтбординг, сокс фристайл, сёрфинг, катание на роликах, летающий диск (фризби) и ВМХ.
Игра очень хорошо продавалась, занимая верхушки зимних чартов продаж. Она также пользовалась успехом у рецензентов, многие из которых сочли California Games последним классическим спортивным симулятором Epyx.
Продолжение игры было выпущено в 1991 году под названием California Games II, но не пользовалось таким же успехом, что и оригинал.

## Состязания
В зависимости от платформы доступные спортивные состязания отличаются, но практически все версии включают в себя:
- Хафпайп
- Катание на роликовых коньках
- Сёрфинг
- BMX
- Футбэг
- Летающий диск

## Портированные версии
Изначально игра была выпущена на Apple II и Коммодор 64, но ввиду успешных продаж и прибыльности игры, в последующие годы она была портирована на большое число других платформ. В общей сложности игра была выпущена на 16 платформах: Amiga, Amstrad CPC, Apple II, Apple IIGS, Atari 2600, Atari Lynx, Atari ST, Commodore 64, MS-DOS, MSX, NES, Sega Mega Drive/Genesis, Sega Master System, ZX Spectrum, мобильные устройства, Virtual Console. Это рекордное количество для симуляторов экстремальных видов спорта. Игру планировали портировать также на Sony PlayStation 2, PlayStation Portable и Nintendo DS, однако эти проекты были отменены.

## Восприятие
| Иноязычные издания | Иноязычные издания |
| Издание            | Оценка             |
| ------------------ | ------------------ |
| Crash              | 36 %               |
| CVG                | 37/40              |
| Zzap!64            | 97 %               |
| MicroHobby (ES)    | [ 7 ]              |
| The Games Machine  | 92 %               |
| MegaTech           | 80 %               |
| Mega               | 60 %               |
| Your Sinclair      | 7/10               |
| Sinclair User      | 8/10               |
| VideoGame          | [ 13 ]             |
| Награды            |                    |
| Издание            | Награда            |
| Zzap!64            | Gold Medal         |

Игра была продана тиражом более 300 тысяч копий за первые 9 месяцев, что сделало её наиболее успешной игрой Epyx: число проданных копий было больше, чем у четырёх предыдущих и двух последующих игр из серии Games. Computer Gaming World рекомендовал читателям California Games, назвав её доставляющей удовольствие. Compute! охарактеризовал игру как «оригинальную и обаятельную». Обзор игры был опубликован в журнале Dragon, ей был присвоен рейтинг 4½ из 5 звезд.